# مایکل اتول
مایکل اَتوِل (انگلیسی: Michael Attwell؛ ‏ ۱۶ ژانویهٔ ۱۹۴۳ – ۱۸ مارس ۲۰۰۶) بازیگر تلویزیون اهل بریتانیا بود.
 وی بین سال‌های ۱۹۶۸ تا ۲۰۰۶ میلادی فعالیت می‌کرد.
از فیلم‌ها یا برنامه‌های تلویزیونی که او نقش داشته‌است می‌توان به یوسف اشاره کرد.